# Bol'šaja Černigovka
Bol'šaja Černigovka (in russo Большая Черниговка?) è un villaggio dell'oblast' di Samara in Russia; è il centro amministrativo del distretto Bol'šečernigovskij.
Si trova a sud-sud-est del capoluogo della oblast' Samara.